# Adel Mechaal Mechaal
Adel Mechaal Mechaal   (Tetuan, 5 de desembre de 1990) és un atleta català, especialitzat en les proves de fons, mig fons i camp a través.

## Trajectòria
Adel Mechaal va néixer al Marroc el 1990. El seu pare va emigrar quan ell tenia dos anys i, poc després, va arribar la resta de la família, que es va establir a Palamós, ciutat on, el 2014, Adel va fer el pregó de la Festa Major.
Va ser medalla de plata en els 5.000 m del Campionat Europeu d'Atletisme de 2016.
Després de l'europeu es va veure embolicat en problemes per haver-se saltat controls antidopatge. No obstant això, i encara sense una resolució ferma sobre el cas, el 2017 va guanyar l'or en els 3.000 m de l'Europeu en Pista Coberta de Belgrad. A l'estiu, una vegada resolts els problemes, va participar en el Mundial de Londres, on va aconseguir el quart lloc en els 1.500 m. Després d'acabar la temporada va ser triat millor atleta espanyol de l'any per la RFEA.
El 2018 va arribar a la final dels 3.000 m del Mundial en Pista Coberta, en què va acabar cinquè. A l'estiu va buscar el doblet en el Campionat d'Europa i aconseguí el quart lloc en els 10.000 m, encara que en els 5.000 m va haver d'abandonar.
El 2019 va participar en els 1.500 m del Mundial de Doha, però no va poder passar de la primera ronda.
El 2021, després de quatre anys d'absència, va aconseguir tornar a un podi internacional en guanyar el bronze en la prova de 3.000 m de l'Europeu en Pista Coberta.
El 2019 va anunciar que posava en marxa el Club d'Atletisme Mechaal Palamós, juntament amb els seus germans Said i Chayma.
El febrer del 2023 es va convertir en campió d'Espanya dels 3.000 metres en pista coberta, en la prova disputada a la pista del Centro Deportivo Municipal Gallur, a Madrid, aconseguint un registre de 7:44.15.

## Competicions internacionals
| Representant Espanya \| Any \| Competició \| Seu \| Lloc \| Prova \| Marca \| \| ---- \| ---------------------------------- \| -------------- \| ---------- \| -------- \| -------- \| \| 2013 \| Campionat Europeu per Nacions \| Gateshead \| 5.º \| 1500 m \| 3.40.58 \| \| 2014 \| Campionat Mundial en Pista Coberta \| Sopot \| 11è. (s..) \| 1500 m \| 3.41.27 \| \| 2014 \| Campionat Europeu \| Zúric \| 25.º (s..) \| 1500 m \| 3.47.60 \| \| 2015 \| Campionat Europeu en Pista Coberta \| Praga \| 6.º \| 3000 m \| 7.49.59 \| \| 2015 \| Campionat Europeu per Nacions \| Cheboksary \| 6.º \| 1500 m \| 3.52.69 \| \| 2015 \| Campionat del món \| Pequín \| 37.º (s..) \| 1500 m \| 3.46.05 \| \| 2016 \| Campionat Europeu \| Amsterdam \| 2 \| 5000 m \| 13.40.85 \| \| 2016 \| Jocs Olímpics \| Rio de Janeiro \| 33.º (s..) \| 1500 m \| 3.48.61 \| \| 2016 \| Jocs Olímpics \| Rio de Janeiro \| 30.º (s..) \| 5000 m \| 13.34.42 \| \| 2017 \| Campionat Europeu en Pista Coberta \| Belgrad \| 1 \| 3000 m \| 8.00.60 \| \| 2017 \| Campionat del món \| Londres \| 4.º \| 1500 m \| 3.34.71 \| \| 2018 \| Campionat Mundial en Pista Coberta \| Birmingham \| 5.º \| 3000 m \| 8.16.13 \| \| 2018 \| Campionat Europeu \| Berlín \| DNF \| 5000 m \| -- \| \| 2018 \| Campionat Europeu \| Berlín \| 4.º \| 10 000 m \| 28:13.78 \| \| 2019 \| Campionat Europeu per Nacions \| Bydgoszcz \| 1.º \| 3000 m \| 8.02.51 \| \| 2019 \| Campionat Mundial \| Doha \| 25.º (s..) \| 1500 m \| 3.37.95 \| \| 2021 \| Campionat Europeu en Pista Coberta \| Toruń \| 3 \| 3000 m \| 7.46.52 \| | Representant Espanya \| Any \| Competició \| Seu \| Lloc \| Prova \| Marca \| \| ---- \| ---------------------------------- \| -------------- \| ---------- \| -------- \| -------- \| \| 2013 \| Campionat Europeu per Nacions \| Gateshead \| 5.º \| 1500 m \| 3.40.58 \| \| 2014 \| Campionat Mundial en Pista Coberta \| Sopot \| 11è. (s..) \| 1500 m \| 3.41.27 \| \| 2014 \| Campionat Europeu \| Zúric \| 25.º (s..) \| 1500 m \| 3.47.60 \| \| 2015 \| Campionat Europeu en Pista Coberta \| Praga \| 6.º \| 3000 m \| 7.49.59 \| \| 2015 \| Campionat Europeu per Nacions \| Cheboksary \| 6.º \| 1500 m \| 3.52.69 \| \| 2015 \| Campionat del món \| Pequín \| 37.º (s..) \| 1500 m \| 3.46.05 \| \| 2016 \| Campionat Europeu \| Amsterdam \| 2 \| 5000 m \| 13.40.85 \| \| 2016 \| Jocs Olímpics \| Rio de Janeiro \| 33.º (s..) \| 1500 m \| 3.48.61 \| \| 2016 \| Jocs Olímpics \| Rio de Janeiro \| 30.º (s..) \| 5000 m \| 13.34.42 \| \| 2017 \| Campionat Europeu en Pista Coberta \| Belgrad \| 1 \| 3000 m \| 8.00.60 \| \| 2017 \| Campionat del món \| Londres \| 4.º \| 1500 m \| 3.34.71 \| \| 2018 \| Campionat Mundial en Pista Coberta \| Birmingham \| 5.º \| 3000 m \| 8.16.13 \| \| 2018 \| Campionat Europeu \| Berlín \| DNF \| 5000 m \| -- \| \| 2018 \| Campionat Europeu \| Berlín \| 4.º \| 10 000 m \| 28:13.78 \| \| 2019 \| Campionat Europeu per Nacions \| Bydgoszcz \| 1.º \| 3000 m \| 8.02.51 \| \| 2019 \| Campionat Mundial \| Doha \| 25.º (s..) \| 1500 m \| 3.37.95 \| \| 2021 \| Campionat Europeu en Pista Coberta \| Toruń \| 3 \| 3000 m \| 7.46.52 \| | Representant Espanya \| Any \| Competició \| Seu \| Lloc \| Prova \| Marca \| \| ---- \| ---------------------------------- \| -------------- \| ---------- \| -------- \| -------- \| \| 2013 \| Campionat Europeu per Nacions \| Gateshead \| 5.º \| 1500 m \| 3.40.58 \| \| 2014 \| Campionat Mundial en Pista Coberta \| Sopot \| 11è. (s..) \| 1500 m \| 3.41.27 \| \| 2014 \| Campionat Europeu \| Zúric \| 25.º (s..) \| 1500 m \| 3.47.60 \| \| 2015 \| Campionat Europeu en Pista Coberta \| Praga \| 6.º \| 3000 m \| 7.49.59 \| \| 2015 \| Campionat Europeu per Nacions \| Cheboksary \| 6.º \| 1500 m \| 3.52.69 \| \| 2015 \| Campionat del món \| Pequín \| 37.º (s..) \| 1500 m \| 3.46.05 \| \| 2016 \| Campionat Europeu \| Amsterdam \| 2 \| 5000 m \| 13.40.85 \| \| 2016 \| Jocs Olímpics \| Rio de Janeiro \| 33.º (s..) \| 1500 m \| 3.48.61 \| \| 2016 \| Jocs Olímpics \| Rio de Janeiro \| 30.º (s..) \| 5000 m \| 13.34.42 \| \| 2017 \| Campionat Europeu en Pista Coberta \| Belgrad \| 1 \| 3000 m \| 8.00.60 \| \| 2017 \| Campionat del món \| Londres \| 4.º \| 1500 m \| 3.34.71 \| \| 2018 \| Campionat Mundial en Pista Coberta \| Birmingham \| 5.º \| 3000 m \| 8.16.13 \| \| 2018 \| Campionat Europeu \| Berlín \| DNF \| 5000 m \| -- \| \| 2018 \| Campionat Europeu \| Berlín \| 4.º \| 10 000 m \| 28:13.78 \| \| 2019 \| Campionat Europeu per Nacions \| Bydgoszcz \| 1.º \| 3000 m \| 8.02.51 \| \| 2019 \| Campionat Mundial \| Doha \| 25.º (s..) \| 1500 m \| 3.37.95 \| \| 2021 \| Campionat Europeu en Pista Coberta \| Toruń \| 3 \| 3000 m \| 7.46.52 \| | Representant Espanya \| Any \| Competició \| Seu \| Lloc \| Prova \| Marca \| \| ---- \| ---------------------------------- \| -------------- \| ---------- \| -------- \| -------- \| \| 2013 \| Campionat Europeu per Nacions \| Gateshead \| 5.º \| 1500 m \| 3.40.58 \| \| 2014 \| Campionat Mundial en Pista Coberta \| Sopot \| 11è. (s..) \| 1500 m \| 3.41.27 \| \| 2014 \| Campionat Europeu \| Zúric \| 25.º (s..) \| 1500 m \| 3.47.60 \| \| 2015 \| Campionat Europeu en Pista Coberta \| Praga \| 6.º \| 3000 m \| 7.49.59 \| \| 2015 \| Campionat Europeu per Nacions \| Cheboksary \| 6.º \| 1500 m \| 3.52.69 \| \| 2015 \| Campionat del món \| Pequín \| 37.º (s..) \| 1500 m \| 3.46.05 \| \| 2016 \| Campionat Europeu \| Amsterdam \| 2 \| 5000 m \| 13.40.85 \| \| 2016 \| Jocs Olímpics \| Rio de Janeiro \| 33.º (s..) \| 1500 m \| 3.48.61 \| \| 2016 \| Jocs Olímpics \| Rio de Janeiro \| 30.º (s..) \| 5000 m \| 13.34.42 \| \| 2017 \| Campionat Europeu en Pista Coberta \| Belgrad \| 1 \| 3000 m \| 8.00.60 \| \| 2017 \| Campionat del món \| Londres \| 4.º \| 1500 m \| 3.34.71 \| \| 2018 \| Campionat Mundial en Pista Coberta \| Birmingham \| 5.º \| 3000 m \| 8.16.13 \| \| 2018 \| Campionat Europeu \| Berlín \| DNF \| 5000 m \| -- \| \| 2018 \| Campionat Europeu \| Berlín \| 4.º \| 10 000 m \| 28:13.78 \| \| 2019 \| Campionat Europeu per Nacions \| Bydgoszcz \| 1.º \| 3000 m \| 8.02.51 \| \| 2019 \| Campionat Mundial \| Doha \| 25.º (s..) \| 1500 m \| 3.37.95 \| \| 2021 \| Campionat Europeu en Pista Coberta \| Toruń \| 3 \| 3000 m \| 7.46.52 \| | Representant Espanya \| Any \| Competició \| Seu \| Lloc \| Prova \| Marca \| \| ---- \| ---------------------------------- \| -------------- \| ---------- \| -------- \| -------- \| \| 2013 \| Campionat Europeu per Nacions \| Gateshead \| 5.º \| 1500 m \| 3.40.58 \| \| 2014 \| Campionat Mundial en Pista Coberta \| Sopot \| 11è. (s..) \| 1500 m \| 3.41.27 \| \| 2014 \| Campionat Europeu \| Zúric \| 25.º (s..) \| 1500 m \| 3.47.60 \| \| 2015 \| Campionat Europeu en Pista Coberta \| Praga \| 6.º \| 3000 m \| 7.49.59 \| \| 2015 \| Campionat Europeu per Nacions \| Cheboksary \| 6.º \| 1500 m \| 3.52.69 \| \| 2015 \| Campionat del món \| Pequín \| 37.º (s..) \| 1500 m \| 3.46.05 \| \| 2016 \| Campionat Europeu \| Amsterdam \| 2 \| 5000 m \| 13.40.85 \| \| 2016 \| Jocs Olímpics \| Rio de Janeiro \| 33.º (s..) \| 1500 m \| 3.48.61 \| \| 2016 \| Jocs Olímpics \| Rio de Janeiro \| 30.º (s..) \| 5000 m \| 13.34.42 \| \| 2017 \| Campionat Europeu en Pista Coberta \| Belgrad \| 1 \| 3000 m \| 8.00.60 \| \| 2017 \| Campionat del món \| Londres \| 4.º \| 1500 m \| 3.34.71 \| \| 2018 \| Campionat Mundial en Pista Coberta \| Birmingham \| 5.º \| 3000 m \| 8.16.13 \| \| 2018 \| Campionat Europeu \| Berlín \| DNF \| 5000 m \| -- \| \| 2018 \| Campionat Europeu \| Berlín \| 4.º \| 10 000 m \| 28:13.78 \| \| 2019 \| Campionat Europeu per Nacions \| Bydgoszcz \| 1.º \| 3000 m \| 8.02.51 \| \| 2019 \| Campionat Mundial \| Doha \| 25.º (s..) \| 1500 m \| 3.37.95 \| \| 2021 \| Campionat Europeu en Pista Coberta \| Toruń \| 3 \| 3000 m \| 7.46.52 \| | Representant Espanya \| Any \| Competició \| Seu \| Lloc \| Prova \| Marca \| \| ---- \| ---------------------------------- \| -------------- \| ---------- \| -------- \| -------- \| \| 2013 \| Campionat Europeu per Nacions \| Gateshead \| 5.º \| 1500 m \| 3.40.58 \| \| 2014 \| Campionat Mundial en Pista Coberta \| Sopot \| 11è. (s..) \| 1500 m \| 3.41.27 \| \| 2014 \| Campionat Europeu \| Zúric \| 25.º (s..) \| 1500 m \| 3.47.60 \| \| 2015 \| Campionat Europeu en Pista Coberta \| Praga \| 6.º \| 3000 m \| 7.49.59 \| \| 2015 \| Campionat Europeu per Nacions \| Cheboksary \| 6.º \| 1500 m \| 3.52.69 \| \| 2015 \| Campionat del món \| Pequín \| 37.º (s..) \| 1500 m \| 3.46.05 \| \| 2016 \| Campionat Europeu \| Amsterdam \| 2 \| 5000 m \| 13.40.85 \| \| 2016 \| Jocs Olímpics \| Rio de Janeiro \| 33.º (s..) \| 1500 m \| 3.48.61 \| \| 2016 \| Jocs Olímpics \| Rio de Janeiro \| 30.º (s..) \| 5000 m \| 13.34.42 \| \| 2017 \| Campionat Europeu en Pista Coberta \| Belgrad \| 1 \| 3000 m \| 8.00.60 \| \| 2017 \| Campionat del món \| Londres \| 4.º \| 1500 m \| 3.34.71 \| \| 2018 \| Campionat Mundial en Pista Coberta \| Birmingham \| 5.º \| 3000 m \| 8.16.13 \| \| 2018 \| Campionat Europeu \| Berlín \| DNF \| 5000 m \| -- \| \| 2018 \| Campionat Europeu \| Berlín \| 4.º \| 10 000 m \| 28:13.78 \| \| 2019 \| Campionat Europeu per Nacions \| Bydgoszcz \| 1.º \| 3000 m \| 8.02.51 \| \| 2019 \| Campionat Mundial \| Doha \| 25.º (s..) \| 1500 m \| 3.37.95 \| \| 2021 \| Campionat Europeu en Pista Coberta \| Toruń \| 3 \| 3000 m \| 7.46.52 \| |
| Any | Competició | Seu | Lloc | Prova | Marca |
| --- | --- | --- | --- | --- | --- |
| 2013 | Campionat Europeu per Nacions | Gateshead | 5.º | 1500 m | 3.40.58 |
| 2014 | Campionat Mundial en Pista Coberta | Sopot | 11è. (s..) | 1500 m | 3.41.27 |
| 2014 | Campionat Europeu | Zúric | 25.º (s..) | 1500 m | 3.47.60 |
| 2015 | Campionat Europeu en Pista Coberta | Praga | 6.º | 3000 m | 7.49.59 |
| 2015 | Campionat Europeu per Nacions | Cheboksary | 6.º | 1500 m | 3.52.69 |
| 2015 | Campionat del món | Pequín | 37.º (s..) | 1500 m | 3.46.05 |
| 2016 | Campionat Europeu | Amsterdam | 2 | 5000 m | 13.40.85 |
| 2016 | Jocs Olímpics | Rio de Janeiro | 33.º (s..) | 1500 m | 3.48.61 |
| 2016 | Jocs Olímpics | Rio de Janeiro | 30.º (s..) | 5000 m | 13.34.42 |
| 2017 | Campionat Europeu en Pista Coberta | Belgrad | 1 | 3000 m | 8.00.60 |
| 2017 | Campionat del món | Londres | 4.º | 1500 m | 3.34.71 |
| 2018 | Campionat Mundial en Pista Coberta | Birmingham | 5.º | 3000 m | 8.16.13 |
| 2018 | Campionat Europeu | Berlín | DNF | 5000 m | -- |
| 2018 | Campionat Europeu | Berlín | 4.º | 10 000 m | 28:13.78 |
| 2019 | Campionat Europeu per Nacions | Bydgoszcz | 1.º | 3000 m | 8.02.51 |
| 2019 | Campionat Mundial | Doha | 25.º (s..) | 1500 m | 3.37.95 |
| 2021 | Campionat Europeu en Pista Coberta | Toruń | 3 | 3000 m | 7.46.52 |

## Marques personals
| Prova        | Marca    | Lloc      | Data                 |
| ------------ | -------- | --------- | -------------------- |
| 800 metres   | 1.47.69  | Barcelona | 17 de juliol de 2019 |
| 1500 metres  | 3.30.77  | Tokio     | 7 d'agost de 2021    |
| 3000 metres  | 7.30.82  | Nova York | 6 de febrer de 2022  |
| 5000 metres  | 13.06.02 | Oslo      | 16 de juny de 2022   |
| 10000 metres | 27:50.56 | Londres   | 19 de maig de 2018   |
| Mitja marató | 1.02:30  | Gdynia    | 17 d'octubre de 2020 |

| Prova       | Marca   | Lloc      | Data                 |
| ----------- | ------- | --------- | -------------------- |
| 1500 metres | 3.38.30 | Sabadell  | 13 de febrer de 2015 |
| 3000 metres | 7.40.14 | Karlsruhe | 3 de febrer de 2018  |